# Морская радиополяриметрия
Морская радиополяриметрия — использование средств и методов радиополяриметрии в морских условиях для измерения поляризационных параметров объектов морской радиолокации.

## Точность
Точность радиополяметрии на море очень сильно зависит от учёта влияния взволнованной поверхности моря на поляризацию облучающей волны и на поляризацию отраженных сигналов.
Во-первых, радиоволны, рассеянные морской поверхностью, распространяются в направлении прямой волны, излучённой антенной РЛС. В результате они интерферируют в точке облучения, что создаёт лепестковую диаграмму облучающего поля.
Во-вторых, из-за рассеяния радиолокационных волн от меняющейся морской поверхности появляется шумовой фон в точке их приёма, который носит случайный характер.

## Влияние морской поверхности

### Модель морской поверхности
На основе экспериментальных данных для анализа характеристик радиолокационных сигналов была разработана теоретическая модель морской поверхности, которая является суперпозицией статистически шероховатых поверхностей.